# Nati nel 1686
| Questa pagina contiene informazioni ricavate automaticamente dalle voci biografiche con l'ausilio del template Bio e di un bot. L'aggiornamento è periodico e automatico e ricostruisce completamente la pagina. Se manca una persona in questa lista, sei pregato di non aggiungerla, ma accertati piuttosto che la sua voce biografica contenga il template Bio e che i dati anagrafici siano correttamente compilati. Se il template Bio manca, inseriscilo tu stesso o, in alternativa, metti l'avviso {{tmp\|Bio}} che ne segnala la mancanza. Se i dati riportati sono sbagliati, correggi direttamente la voce biografica; le modifiche saranno visibili in questa lista entro pochi giorni. Per chiarimenti vedi il progetto biografie. La lista contiene solo le 94 persone che sono citate nell'enciclopedia e per le quali è stato implementato correttamente il template Bio. Pagina aggiornata al 10 lug 2025. |

## Gennaio(6)
- 8 gennaio - Giuseppe Lorenzo Briati, vetraio italiano († 1772)
- 8 gennaio - Guglielmo Federico di Brandeburgo-Ansbach, nobile († 1723)
- 12 gennaio - Adam Christian Thebesius, anatomista tedesco († 1732)
- 15 gennaio - Pietro Antonio Corsignani, vescovo cattolico e storico italiano († 1751)
- 30 gennaio - Francesco II Spinelli, VII principe di Scalea, nobile e filosofo italiano († 1752)
- 31 gennaio - Hans Egede, missionario, esploratore e vescovo luterano norvegese († 1758)

## Febbraio(6)
- 1º febbraio - Almerico Gonzaga, religioso italiano († 1771)
- 1º febbraio - Susanna Enrichetta di Lorena, nobile francese († 1710)
- 13 febbraio - John Churchill, marchese di Blandford, nobile inglese († 1703)
- 16 febbraio - Eleonora Maria di Löwenstein-Wertheim-Rochefort, principessa tedesca († 1753)
- 18 febbraio - Pietro Ligari, pittore, architetto e agronomo italiano († 1752)
- 23 febbraio - Antonio Consetti, pittore italiano († 1766)

## Marzo(9)
- 1º marzo - Domenico Antonio Thun, vescovo cattolico italiano († 1758)
- 7 marzo - Francesco Antonio Saverio Grue, ceramista italiano († 1746)
- 17 marzo - Jean-Baptiste Oudry, pittore, incisore e disegnatore francese († 1755)
- 19 marzo - Andrea Corner, politico e diplomatico italiano († 1730)
- 22 marzo - James Hamilton, VII conte di Abercorn, nobile scozzese († 1744)
- 22 marzo - Johann Georg Siegesbeck, botanico e medico tedesco († 1755)
- 23 marzo - Isaac Walraven, pittore olandese († 1765)
- 27 marzo - Johann Jakob Quandt, teologo e bibliotecario tedesco († 1772)
- 29 marzo - Bernardino Ignazio Roero di Cortanze, francescano e arcivescovo cattolico italiano († 1747)

## Aprile(4)
- 10 aprile - Maria Eleonora Boncompagni Ludovisi, principessa († 1745)
- 17 aprile - François Victor Le Tonnelier de Breteuil, politico e nobile francese († 1743)
- 27 aprile - Elena Virginia Balletti, attrice teatrale e poetessa italiana († 1771)
- 29 aprile - Peregrine Bertie, II duca di Ancaster e Kesteven, nobile e militare britannico († 1742)

## Maggio(2)
- 3 maggio - Antonio Gai, scultore italiano († 1769)
- 24 maggio - Daniel Gabriel Fahrenheit, fisico e inventore tedesco († 1736)

## Giugno(8)
- 5 giugno - Edward Howard, IX duca di Norfolk, nobile inglese († 1777)
- 5 giugno - Ignazio da Santhià, presbitero italiano († 1770)
- 7 giugno - Adolfo Federico III di Meclemburgo-Strelitz, nobile († 1752)
- 8 giugno - Zaccaria Valaresso, letterato italiano († 1769)
- 9 giugno - Andrej Ivanovič Osterman, politico tedesco († 1747)
- 16 giugno - Francesco Simonini, pittore italiano
- 18 giugno - Sofia Carolina von Camas, nobildonna prussiana († 1766)
- 24 giugno - Domenico Montagnana, liutaio italiano († 1750)

## Luglio(5)
- 3 luglio - Buonafede Vitali, medico italiano († 1745)
- 6 luglio - Antoine de Jussieu, naturalista e medico francese († 1758)
- 9 luglio - Philip Livingston, imprenditore statunitense († 1749)
- 24 luglio - Benedetto Marcello, compositore, poeta e scrittore italiano († 1739)
- 30 luglio - Antonio Vegni, vescovo cattolico italiano († 1744)

## Agosto(8)
- 4 agosto - Domenico Maria Gusmano Galeazzi, anatomista italiano († 1775)
- 10 agosto - Johann Georg Christian von Lobkowitz, generale austriaco († 1755)
- 12 agosto - Giovanni Battista De Mari, nobile († 1777)
- 17 agosto - Nicola Porpora, compositore italiano († 1768)
- 19 agosto - Antonio Tonelli, compositore e violoncellista italiano († 1765)
- 26 agosto - Agostino Cornacchini, scultore e pittore italiano († 1754)
- 29 agosto - Luigi Centurione, gesuita italiano († 1757)
- 31 agosto - Carlo di Borbone-Francia, nobile francese († 1714)

## Settembre(5)
- 5 settembre - Antoine Touron, presbitero, storico e biografo francese († 1775)
- 8 settembre - Michael Lilienthal, bibliotecario e teologo tedesco († 1750)
- 25 settembre - Sante Lanucci, vescovo cattolico italiano († 1767)
- 28 settembre - Cosmas Damian Asam, pittore, architetto e scultore tedesco († 1739)
- 29 settembre - Lucia Cremonini, italiana († 1710)

## Ottobre(7)
- 2 ottobre - Giovanni Antonio Bianchi, letterato e teologo italiano († 1758)
- 12 ottobre - Sylvius Leopold Weiss, compositore e liutista tedesco († 1750)
- 15 ottobre - Alessandro Galli da Bibbiena, architetto, pittore e scenografo italiano († 1748)
- 17 ottobre - Jacques Hardion, storico e traduttore francese († 1766)
- 22 ottobre - Niccolò Gianpriamo, gesuita, missionario e astronomo italiano († 1759)
- 22 ottobre - Georg Balthasar Schott, compositore e organista tedesco († 1736)
- 31 ottobre - Senesino, cantante castrato italiano († 1758)

## Novembre(4)
- 1º novembre - Colin Campbell, mercante britannico († 1757)
- 10 novembre - Giovanni Antonio Volpi, critico letterario, editore e poeta italiano († 1766)
- 13 novembre - Eleonora Luisa Gonzaga, nobile († 1741)
- 30 novembre - Richard Lumley, II conte di Scarbrough, politico inglese († 1740)

## Dicembre(6)
- 5 dicembre - Ludovico Mazzanti, pittore italiano († 1775)
- 15 dicembre - Jean-Joseph Fiocco, compositore fiammingo († 1746)
- 25 dicembre - José Manuel da Câmara d'Atalaia, cardinale e patriarca cattolico portoghese († 1758)
- 25 dicembre - Christoph Matthäus Pfaff, teologo tedesco († 1760)
- 25 dicembre - Giovanni Battista Somis, violinista e compositore italiano († 1763)
- 28 dicembre - Ferdinando Romualdo Guiccioli, arcivescovo cattolico italiano († 1763)

## Senza giorno specificato(24)
- Giulio Cesare Becelli, letterato, archivista e traduttore italiano († 1750)
- Nicolas Besnier, orafo e architetto francese († 1754)
- Domenico Bocciardo, pittore italiano († 1746)
- Giambattista Crosato, pittore e scenografo italiano († 1758)
- Domenico Antonio Di Fiore, attore teatrale, librettista e compositore italiano († 1755)
- Francesco Ferrigno, religioso italiano († 1766)
- Johan Frederik Gronovius, botanico olandese († 1762)
- Hakuin Ekaku, monaco buddhista giapponese († 1769)
- Henry Howard, XI conte di Suffolk, nobile e politico inglese († 1757)
- Ahmad I Karamanli, militare ottomano († 1745)
- Jean de Jullienne, collezionista d'arte francese († 1766)
- Johann Christoph Knöffel, architetto tedesco († 1752)
- Joseph de La Font, drammaturgo francese († 1725)
- Giacomo Leoni, architetto italiano († 1746)
- Giovanni Battista Marchetti, architetto italiano († 1758)
- Okumura Masanobu, pittore e scrittore giapponese († 1763)
- Gerolamo Mengozzi-Colonna, pittore italiano († 1774)
- Giovanni Pacassi, scultore italiano († 1745)
- Santa Stella, soprano italiano († 1759)
- Giuseppe Tamo da Brescia, pittore italiano († 1731)
- Vasilij Nikitič Tatiščev, geografo e storico russo († 1750)
- Richard Worley, pirata inglese († 1719)
- Jean-Baptiste Vivien de Châteaubrun, drammaturgo francese († 1775)
- Jacques de Lajoüe, pittore francese († 1761)